# جاكلين هرنانديز
جاكلين هرنانديز (بالإنجليزية: Jacqueline Hernández)‏ هي سيدة أعمال أمريكية، ولدت في 10 يناير 1966 في مانهاتن في الولايات المتحدة.